# Hounsouho Bambara
Hounsouho Charles Bambara (* 2. September 1938 in Ouagadougou) ist ein Oberst und Politiker aus Burkina Faso.

## Leben
Bambara absolvierte nach dem Schulbesuch die Militärische Vorbereitungsschule in Ouagadougou, die Afrikanische Militärische Vorbereitungsschule in Saint-Louis im Senegal sowie die Militärschule in Aix-en-Provence. Danach absolvierte er von 1960 bis 1961 in Autun den Einstellungslehrgang für den Besuch der Militärschule Saint-Cyr. Im Juli 1963 erfolgte seine Beförderung zum Unterleutnant. Im Anschluss besuchte er die Militäringenieurschule in Angers und wurde 1966 Chef des Militärkabinetts des Staatspräsidenten von Obervolta Sangoulé Lamizana. Daneben wurde er im Juli 1972 Generalsekretär der Kanzlei des Nationalordens (Grace Chancellerie de l’Orde National). Im Februar 1974 wurde er als Hauptmann von Staatspräsident Lamizana, der nunmehr auch Premierminister von Obervolta war, zum Minister für Inneres und Sicherheit berufen. Im Zuge einer Kabinettsumbildung übernahm er 1975 den Posten als Minister für Information, Post und Telekommunikation.
Nach dem Militärputsch am 25. November 1980 und dem Sturz Lamizanas übernahm er das Amt als Minister für Information, Post und Telekommunikation auch weiterhin im Militärkomitee der Wiederherstellung des Nationalen Fortschritts unter dem Vorsitz von Saye Zerbo. Diesen Posten hatte er bis zum Sturz Zerbos durch einen weiteren Militärputsch am 7. November 1982 unter Jean-Baptiste Ouédraogo inne. Am 1. Januar 1985 wurde Bambara zum Oberst befördert. Bambara ist verheiratet und Vater von fünf Kindern.